# Saint-Capraise-de-Lalinde
Saint-Capraise-de-Lalinde är en kommun i departementet Dordogne i regionen Nouvelle-Aquitaine i sydvästra Frankrike. Kommunen ligger i kantonen Lalinde som tillhör arrondissementet Bergerac. År 2022 hade Saint-Capraise-de-Lalinde 526 invånare.

## Befolkningsutveckling
Antalet invånare i kommunen Saint-Capraise-de-Lalinde
Referens:INSEE